# Besame mucho (film)
Besame mucho è un film italiano del 1999, diretto da Maurizio Ponzi, liberamente tratto dai libri Besame mucho e Bella ciao di Enrico Deaglio.

## Trama
Il film racconta alcune vicende di persone comuni ambientate a Napoli. Tommaso è un vedovo di mezza età che si prende cura di un ragazzo extracomunitario interessandosene affinché non venga espulso, con l'aiuto anche del funzionario Piscopo.
Lucia è la domestica di Tommaso e lavora per mantenere lei e il fratello Tonino, sperando che eviti di prendere una cattiva strada.
Giulia è un'attrice teatrale che vive nello stesso palazzo dove risiede Tommaso; il suo obbiettivo è quello di mettere in scena una commedia di Oscar Wilde dal titolo Un marito ideale, con l'aiuto di alcuni ex detenuti.
Infine un chirurgo sfida le regole dell'ospedale dove esercita la sua attività per poter salvare la vita di un tossicodipendente.